# Pristimantis alalocophus
Espèce
Synonymes
- Eleutherodactylus alalocophus Roa-Trujillo & Ruíz-Carranza, 1991

Statut de conservation UICN

 EN  : En danger
Pristimantis alalocophus est une espèce d'amphibiens de la famille des Craugastoridae.

## Répartition
Cette espèce est endémique de Colombie. Elle se rencontre entre 2 650 et 3 100 m d'altitude sur le versant ouest de la cordillère Centrale dans les départements de Valle del Cauca, de Caldas, de Risaralda et de Quindío.

## Publication originale
- Roa-Trujillo & Ruíz-Carranza, 1991 : Una nueva especie de Eleutherodactylus (Amphibia: Leptodactylidae) de la Cordillera Central de Colombia. Caldasia, Bogotá, vol. 16, no 78, p. 343-348 (texte intégral).